# Nikolaj Noskov
Nikolaj Ivanovič Noskov (ruski: Николай Иванович Носков) (Gagarin, Rusija, 12. siječnja 1956.), ruski je pjevač i bivši pjevač hard rock sastava Gorky Park.

## Životopis

### Rane godine
Rođen 12. siječnja 1956. godine u gradu Gzhatsku, danas znanome kao Gagarin, Nikolaj Noskov se rodio u radničkoj sovjetskoj obitelji. Njegov je otac Ivan radio u mesnoj industriji dok se njegova majka Jekaterina bavila mljekarskim i građevinskim zanatom. Noskov je stekao svoje prve glazbene dojmove kada je u svojem djetinjstvu slušao narodnu glazbu sviranu na tradicionalnim ruskim instrumentima te uz koju je ponekad pjevala njegova majka. Kada mu je bilo osam godina, Noskov i njegova obitelj preselili su se u veći grad - Čerepovec. Noskov je tamo pohađao i završio školu te odslužio vojni rok.
Željan istraživanja glazbenoga svijeta, Noskov je svojevremeno pokušavao naučiti svirati bajan harmoniku, no što je bio stariji sve se više počeo koncentrirati na pjevanje; u početku u školskom zboru te kasnije kao solist, osvajajući svoju prvu nagradu na lokalnome natjecanju u pjevanju s četrnaest godina. Kao glavni pjevač školskoga sastava, nastupao je pjevajući hitove grupa kao što su The Beatles i Creedence Clearwater Revival, sve se više približavajući valu rock'n'roll glazbe.
Noskov, koji je samouki glazbenik, svira gitaru, klavir i bubnjeve. Dok je bio u vojsci svirao je i trubu. Noskov nikad nije pohađao nikakvu glazbenu akademiju, iako se svojedobno prijavio za upis u glazbenu akademiju Gnessin. Također je i samostalno naučio čitati note.
Kada je došao u Moskvu Noskov se priključio nekolicini moskovskih glazbenih sastava kao što su Rovesniki (Vršnjaci) i Nadezhda (Nada), no niti s jednim od njih nije ostao dugo vremena.

### Suradnja s Tuhmanovim i rad u Gorky Parku
Godine 1980. Noskov je upoznao Davida Tuhmanova, skladatelja kojeg se u to doba u SSSR-u svrstavalo među najnaprednije. Tuhmanov je odlučio osnovati hard rock grupu u kojoj bi Noskov bio pjevač, no Moskva, grupa koja se izrodila iz tog plana, nije dugo postojala; nakon nekoliko koncerata i albuma NLO rad sastava prekinule su vlasti i novinari, koji su smatrali da je zvuk sastava bio previše žestok za tadašnje sovjetske slušatelje. No iako je projekt bio neuspješan, Noskov je stekao svoje prvo iskustvo u studijskome radu.
Nakon osam godina pjevanja u raznim moskovskim restoranima i klubovima, Noskovu je u život ušao sastav Park Gorkogo iliti Gorky Park, čiji je osnivač bio Stas Namin. Sastav i Novskog povezali su zajednički interesi za zapadnjačku rock scenu. Nakon festivala na kojem su nastupali kao predgrupa sastavu Scorpions, Gorky Park je potpisao ugovor s diskografskom kućom Polygram Records. Ubrzo nakon toga Gorky Park je počeo sa snimanjem svog prvog istoimenog albuma, pod nadzorom producenta Brucea Fairbairna. Sastav je albumom pokušao osvojiti američku publiku, priklanjajući se svojim ruskim korijenima te istovremeno svirajući hard rock i heavy metal, što se pokazalo uspješnim. Pjesma "Bang" koju je napisao Noskov te cjelokupni album uspeli su se na visoke pozicije glazbenih ljestvica na radiju i MTV-u te je album u Danskoj dostigao čak i zlatnu nakladu. Gorky Park i Noskov uskoro su krenuli na promidžbenu turneju po Sjedinjenim Američkim Državama.
No zbog financijskih i obiteljskih razloga te prenapregnutih glasnica Noskov je napustio sastav 1990. godine. Ulogu pjevača i basista u sastavu preuzeo je Aleksandar Minkov.

### Samostalna karijera
Noskov je, nakon što je napustio Gorky Park, 1994. godine započeo samostalnu karijeru. Njegovu su karijeru obilježile velike stilističke promjene u kojima se očitovala izmjena glazbenog stila hard rocka u staloženije art rock balade. Noskov je prestao pjevati na engleskome jeziku nakon objave svojeg prvog albuma Mother Russia te je, kako bi se približio ruskoj publici, počeo pjevati na ruskome jeziku. U pogledu ponovnog ujedinjenja s Gorky Parkom Noskov je komentirao:
... kad je bila moja godišnjica, ja sam bio taj koji je ponovo okupio Gorky Park – no bez Marshala ... I kad sam počeo pjevati "Bang", odjednom sam se osjećao udaljenim od te pjesme ... Osjećao sam da mi uopće ne dotiče srce. Završio sam s pjevanjem i upitao se: zbog čega sam to učinio? Nešto iz mog prošlog života, spontano, neke strane riječi ...

## Privatni život
Nikolaj se 1991. vjenčao svojom djevojkom Marinom te zajedno imaju kćer Katerinu. Krajem 2015. godine, Nikolaj je postao djed, pošto je Katerina rodila unuka Miroslava.

## Diskografija
| Studijski albumi s Moskvom - N.L.O (1982.) Studijski albumi s Gorky Parkom - Gorky Park (1989.) | Samostalni studijski albumi - Mother Russia (1995.) - Blaž (1998.) - Stekla i beton (2000.) - Dišu tišinoj (2000.) - Po pojas v nebe (2006.) - Ono togo stoit (2011.) - Bez nazvanija (2012.) Ostali albumi - Lučšije pesni v soprovoždeniji simfoničeskogo orkestra (2001.) - Lučšije pesni (2002.) - Okean ljubvi (2003.) - Lučšije pesni (2008.) - Dišu tišinoj (2008.) - The Best (2016.) |

## Vanjske poveznice

### Sestrinski projekti
|  | Zajednički poslužitelj ima još gradiva o temi Nikolaj Noskov |

### Mrežna mjesta
- Službena stranica  Arhivirana inačica izvorne stranice od 6. srpnja 2017. (Wayback Machine)
- Službena stranica na YouTubeu